# Thomas Young (nhà vật lý)
Thomas Young (13 tháng 6 năm 1773 – 10 tháng 5 năm 1829)
là một nhà bác học người Anh. Ông nổi tiếng vì đã góp một phần công sức trong việc giải mã các chữ tượng hình Ai Cập (cụ thể là hòn đá Rosetta) trước khi Jean-François Champollion phát triển công trình của mình. Ông được nhiều nhà khoa học ca tụng, trong đó có Herschel, Helmholtz, Maxwell, Einstein và nhiều người khác.
Young đã có nhiều đóng góp khoa học quý báu trong nhiều lĩnh vực như thị giác, ánh sáng, cơ học vật rắn, năng lượng, sinh lý học, ngôn ngữ học, sự hòa âm và Ai Cập học. Ông đã công nhận thuyết sóng ánh sáng của Christiaan Huygens, đi ngược lại lý thuyết hạt của Isaac Newton. Sau này, công trình của ông đã được chứng minh bởi các nghiên cứu của Augustin-Jean Fresnel.